# Semenivka, Bârzula
Semenivka (în ucraineană Семенівка) este un sat în comuna Codâma din raionul Bârzula, regiunea Odesa, Ucraina.

## Demografie
Componența lingvistică a localității Semenivka
     Ucraineană (96,17%)
     Română (2,73%)
     Rusă (1,09%)
Conform recensământului din 2001, majoritatea populației localității Semenivka era vorbitoare de ucraineană (96,17%), existând în minoritate și vorbitori de română (2,73%) și rusă (1,09%).

## Istorie
În timpul celui de-al Doilea Război Mondial o parte din IAP-55 s-a aflat la Semenivka, pe baza aeriană avansată a aerodromului militar Bălți din Singureni.